# Giovanni Amelino-Camelia
Giovanni Amelino-Camelia (Napoli, 14 dicembre 1965) è un fisico italiano.

## Biografia
Dopo essersi laureato in fisica presso l'Università di Napoli nel 1989, ha conseguito il Ph.D. all'Università di Boston nel 1993. Ha occupato diverse posizioni post-doc all'estero. Dal 2000 al 2018 è ricercatore universitario presso l'Università degli Studi di Roma "La Sapienza", dove ha insegnato "Introduzione alla gravità quantistica". Dal 2018 è ricercatore all'università di Napoli "Federico II", dove insegna "Relatività Generale e Gravitazione".
La gravità quantistica si occupa dello studio dei regimi fisici nei quali sia gli effetti dovuti alla Meccanica quantistica, sia quelli della relatività generale, non siano più trascurabili, e mira allo sviluppo di teorie unitarie dei fenomeni gravitazionali compatibili con ambedue.  In quest'ambito Amelino-Camelia è il proponente della relatività doppiamente speciale (doubly special relativity), una teoria relativistica che si pone come evoluzione della relatività speciale di Einstein e che si basa sull'introduzione di due invarianti relativistiche: la lunghezza di Planck (minima scala di lunghezza) e l'energia di Planck (massima scala di energia). Questo approccio è stato poi sviluppato anche da altri autori, tra i quali Lee Smolin.
Un secondo contributo di Amelino-Camelia è costituito da modelli semplificati di gravità quantistica sperimentalmente verificabili con tecnologie attualmente disponibili, quali il telescopio spaziale Fermi per l'osservazione dei lampi gamma e raggi gamma cosmici, promosso dalla NASA.
L'indice H delle sue pubblicazioni è tra i più alti fra quelli dei fisici teorici italiani in attività.
Nel 2008, la rivista statunitense Discover l'ha inserito nella lista di 6 possibili nuovi Albert Einstein in grado operare una nuova rivoluzione della fisica.
È membro dell'Accademia Pontaniana di Napoli e del Foundational Questions Institute fondato da Max Tegmark.

## Riconoscimenti
- Nel 1999 ha ricevuto il Prix Haenny 1999 au meilleur jeune chercheur de Physique de la Suisse Vaudoise[13].
- Nel 2009 gli è stato assegnato il Premio Sapienza Ricerca 2009[13].
- Nel 2012 ha ricevuto il Premio Messori[14].

## Lavori
- con John Ellis, N. E. Mavromatos, Dimitrios V. Nanopoulos, Subir Sarkar, Tests of quantum gravity from observations of γ-ray bursts, Nature, vol. 393, n. 6687, pp. 763–765, 1998.
- Relativity in space-times with short-distance structure governed by an observer-independent (Planckian) length scale, in International Journal of Modern Physics, D11, 35 (2002).
- con Lee Smolin e Artem Starodubtsev, Quantum symmetry, the cosmological constant and Planck scale phenomenology, in Classical and Quantum Gravity 21, 3095 (2004).
- (curatore, con Jerzy Kowalski-Glikman), Planck Scale Effects in Astrophysics and Cosmology, Springer Verlag, 2005 ISBN 3-540-25263-0